# Коваленко Андрій Володимирович (політик)
Андрі́й Володи́мирович Ковале́нко (нар. 2 січня 1949, Мліїв, Городищенський район) — голова ради та виконкому Крюківської районної ради Кременчука, 2005 — почесний громадянин Кременчука, член ПРУ. Нагороджений орденом «За заслуги» 3 та 2 ступенів, грамотою ВР України, подякою Президента, почесною грамотою Полтавської обласної ради та облдержадміністрації, двома почесними грамотами ЦК Профспілки працівників державних установ, орденом УПЦ МП «Різдва Христового».

## Життєпис
Батько його був залізничником, мати — колгоспницею. Дружина займається приватним підприємництвом, у родини двоє дочок.
У 1968—1970 роках служив у радянській армії. З 1971 року працював начальником локомотивного депо в установі Н-240 МВС СРСР міста Івдель Свердловської області, помічником машиніста, машиністом.
Закінчив Кременчуцький технікум залізничного транспорту, 1981 року — Харківський інститут інженерів залізничного транспорту, спеціалізація «тепловози та тепловозне господарство».
З 1985 року працював заступником начальника локомотивного депо Кременчуцької станції, був секретарем парткому локомотивного депо та кременчуцького залізничного вузла.
З 1988 — голова ради та виконкому Крюківської районної ради Кременчука.

## Джерело
- Офіційна Україна. Довідка [Архівовано 4 Березня 2016 у Wayback Machine.]